# James Roberts (Schwimmer)
James Roberts (* 11. April 1991 in Tweed Heads, New South Wales) ist ein ehemaliger australischer Schwimmer. Er erhielt bei Olympischen Spielen eine Bronzemedaille, bei Weltmeisterschaften war es einmal Gold und einmal Silber. Hinzu kam eine Goldmedaille bei Commonwealth Games.

## Karriere
Der 1,94 Meter große James Roberts war ein Spezialist im Freistilschwimmen.
2011 bei den Weltmeisterschaften in Shanghai schwamm die 4-mal-100-Meter-Freistilstaffel mit Eamon Sullivan, James Roberts, Matthew Abood und Kyle Richardson die fünftschnellste Vorlaufzeit. Im Finale waren James Magnussen, Matt Targett, Matthew Abood und Eamon Sullivan zweieinhalb Sekunden schneller als die Vorlaufstaffel und siegten mit 0,14 Sekunden Vorsprung vor den Franzosen. Alle sechs beteiligten Australier erhielten eine Goldmedaille. Über 100 Meter Freistil schied Roberts als Zehnter im Halbfinale aus. In der 4-mal-100-Meter-Lagenstaffel erreichten im Vorlauf Benjamin Treffers, Christian Sprenger, Sam Ashby und James Roberts als Fünfte das Ziel. Im Endlauf benötigten Hayden Stoeckel, Brenton Rickard, Geoff Huegill und James Magnussen zweieinhalb Sekunden weniger als die Vorlaufstaffel und schlugen 0,2 Sekunden nach dem Quartett aus den Vereinigten Staaten an. Hier bekamen acht Australier eine Silbermedaille.
Im Jahr darauf nahm Roberts an den Olympischen Spielen 2012 in London teil. In der 4-mal-100-Meter-Freistilstaffel schwammen im Vorlauf Cameron McEvoy, James Roberts, Tommaso D’Orsogna und James Magnussen die schnellste Zeit. Im Finale waren James Magnussen, Matt Targett, Eamon Sullivan und James Roberts 0,68 Sekunden schneller als die Vorlaufstaffel und belegten den vierten Platz hinter den Teams aus Frankreich, den Vereinigten Staaten und Russland. Über 100 Meter Freistil verfehlte Roberts als 12. des Halbfinales das Finale um 0,2 Sekunden. 2013 bei den Weltmeisterschaften in Barcelona schwammen Tommaso D’Orsogna, Matt Targett, Kenneth To und James Roberts die drittschnellste Vorlaufzeit aller 4-mal-100-Meter-Freistilstaffeln. Im Finale wurden James Magnussen, Cameron McEvoy, Tommaso D’Orsogna und James Roberts Vierte mit 0,4 Sekunden Rückstand auf die französischen Sieger und über einer Sekunde Vorsprung vor den fünftplatzierten Italienern. In den nächsten zwei Jahren konnte sich Roberts nicht für internationale Meisterschaften qualifizieren.
Bei den australischen Meisterschaften 2016 wurde Roberts Dritter über 100 Meter Freistil und siegte mit der 4-mal-100-Meter-Freistilstaffel.  Bei den Olympischen Spielen in Rio de Janeiro schwamm die 4-mal-100-Meter-Freistilstaffel im Vorlauf mit James Magnussen, Kyle Chalmers, James Roberts und Matthew Abood die drittschnellste Zeit. Im Finale siegte das Quartett aus den Vereinigten Staaten vor den Franzosen und der australischen Staffel mit Roberts, Chalmers, Magnussen und McEvoy. 2017 schied Roberts bei den Weltmeisterschaften in Budapest im Vorlauf aus.
Im April 2018 fanden die Commonwealth Games in Gold Coast statt. Roberts wurde Siebter über 50 Meter Freistil. Für seinen Vorlaufeinsatz in der 4-mal-100-Meter-Freistilstaffel erhielt Roberts eine Goldmedaille. Bei den Pan Pacific Swimming Championships 2018 im August siegte die brasilianische 4-mal-100-Meter-Freistilstaffel mit einer halben Sekunde Vorsprung vor den Australiern mit Jack Cartwright, Alexander Graham, James Roberts und Kyle Chalmers, eine Hundertstelsekunde hinter den Australiern wurden die Japaner Dritte. Roberts versuchte sich 2021 noch einmal für Olympische Spiele zu qualifizieren, allerdings ohne Erfolg.